# Гетерогенез
Гетерогенез — приём риторики, который состоит в уходе от ответа на вопрос путём подмены предмета обсуждения. Маскируется путём многословия. Целью гетерогенеза является отвлечь от неудобного вопроса, скрыть тот факт, что ответ на вопрос неизвестен.
Пример:

— Не потеряем ли мы преимущество перед конкурентами, откладывая начало исследований на полгода?

— Я вам скажу, что́ мы потеряем. Если мы сейчас будем вдаваться в подробности, мы потеряем время, которое нам необходимо для более срочных дел.